# Bischofia polycarpa
Bischofia polycarpa är en emblikaväxtart som först beskrevs av Augustin Abel Hector Léveillé, och fick sitt nu gällande namn av Airy Shaw. Bischofia polycarpa ingår i släktet Bischofia och familjen emblikaväxter. Inga underarter finns listade i Catalogue of Life.

## Bildgalleri

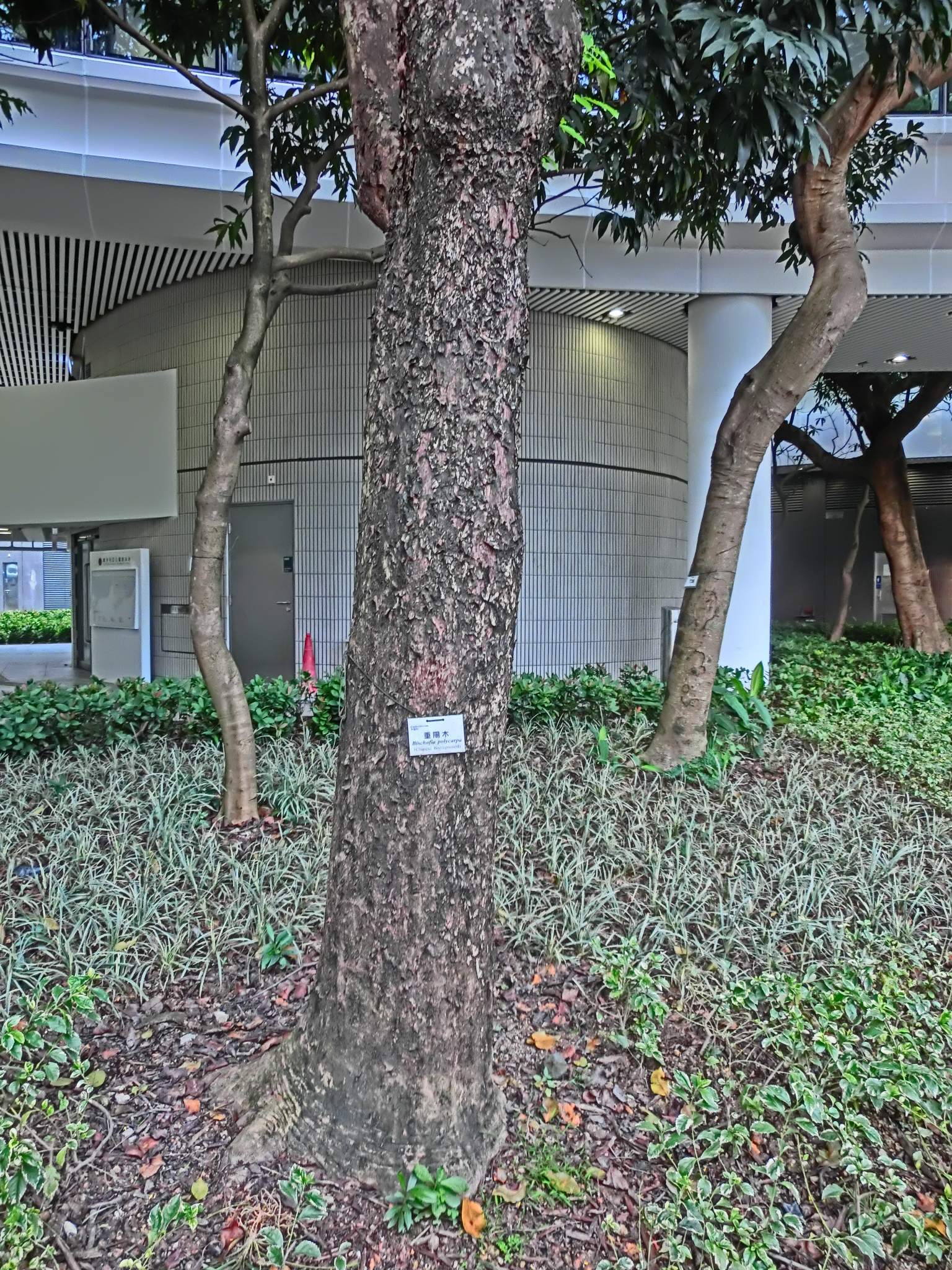